# Rio Open 2025
Rio Open presented by Claro 2025 byl tenisový turnaj na mužském profesionálním okruhu ATP Tour, hraný v Jockey Clubu Brasileiro. Jedenáctý ročník Rio Open probíhal mezi 17. a 23. únorem 2025 v brazilském Riu de Janeiru na antukových dvorcích.
Turnaj dotovaný 2 574 145 dolary patřil do kategorie ATP Tour 500. Nejvýše nasazeným singlistou se stal druhý tenista světa Alexander Zverev z Německa, nejvýše postavený účastník – rovněž jako Alacaraz v předchozích dvou ročnících – od triumfu světové jedničky Nadala v úvodním ročníku 2014. Jako poslední přímý účastník do dvouhry nastoupil bosenský 82. hráč žebříčku Damir Džumhur. V důsledku invaze Ruska na Ukrajinu na konci února 2022 řídící organizace tenisu ATP, WTA a ITF s grandslamy rozhodly, že ruští a běloruští tenisté mohli dále na okruzích startovat, ale do odvolání nikoli pod vlajkami Ruska a Běloruska.
Sedmý singlový titul na okruhu ATP Tour, a druhý v úrovni ATP 500, vybojoval 24letý Argentinec Sebastián Báez. Poprvé tak obhájil trofej a stal se prvním dvojnásobným šampionem Rio Open. Čtyřhru ovládli Rafael Matos s Marcelem Melem, kteří získali druhou společnou trofej a jako první brazilský pár vyhráli turnaj  kategorie ATP 500. Matos triumf obhájil. 41letý se stal nejstarším šampionem turnaje a třicátým devátým titulem z debla ATP vyrovnal Pavićův rekord mezi aktivními tenisty.

## Rozdělení bodů a finančních odměn

### Rozdělení bodů
| Soutěž  | Soutěž      | vítězové | finalisté | semifinalisté | čtvrtfinalisté | 16 v kole | 32 v kole | Q  | Q2 | Q1 |
| ------- | ----------- | -------- | --------- | ------------- | -------------- | --------- | --------- | -- | -- | -- |
| dvouhra | [ 3 ] [ 7 ] | 500      | 330       | 200           | 100            | 50        | 0         | 25 | 13 | 0  |
| čtyřhra | [ 8 ]       | 500      | 300       | 180           | 90             | 0         | —         | 45 | 25 | 0  |

### Finanční odměny
| Soutěž                                | Soutěž      | vítězové  | finalisté | semifinalisté | čtvrtfinalisté | 16 v kole | 32 v kole | Q2      | Q1      |
| ------------------------------------- | ----------- | --------- | --------- | ------------- | -------------- | --------- | --------- | ------- | ------- |
| dvouhra                               | [ 3 ] [ 7 ] | 448 090 $ | 241 100 $ | 128 490 $     | 65 645 $       | 35 040 $  | 18 690 $  | 9 580 $ | 5 375 $ |
| čtyřhra                               | [ 8 ]       | 147 190 $ | 78 490 $  | 39 710 $      | 19 860 $       | 10 280 $  | —         | —       | —       |
| částky ve čtyřhře jsou uvedeny na pár |             |           |           |               |                |           |           |         |         |

## Mužská dvouhra

### Nasazení
| Stát                          | Hráč                    | ATP | Nasazení |
| ----------------------------- | ----------------------- | --- | -------- |
| Německo                       | Alexander Zverev        | 2.  | 1.       |
| Itálie                        | Lorenzo Musetti         | 16. | 2.       |
| Chile                         | Alejandro Tabilo        | 27. | 3.       |
| Argentina                     | Francisco Cerúndolo     | 28. | 4.       |
| Argentina                     | Sebastián Báez          | 31. | 5.       |
| Chile                         | Nicolás Jarry           | 40. | 6.       |
| Španělsko                     | Pedro Martínez          | 41. | 7.       |
| Argentina                     | Tomás Martín Etcheverry | 44. | 8.       |
| Žebříček ATP k 10. únoru 2025 |                         |     |          |

### Jiné formy účasti
Následující hráči obdrželi divokou kartu do hlavní soutěže:
- Gustavo Heide
- Felipe Meligeni Alves
- Thiago Monteiro

Následující hráč obdržel zvláštní výjimku:
- João Fonseca

Následující hráči postoupili z kvalifikace:
- Tomás Barrios Vera
- Juan Manuel Cerúndolo
- Hugo Dellien
- Ceng Čchun-sin

Následující hráči postoupili z kvalifikace jako šťastní poražení:
- Román Andrés Burruchaga
- Jaime Faria
- Camilo Ugo Carabelli

### Odhlášení
před zahájením turnaj
- Alejandro Davidovich Fokina → nahradil jej  Camilo Ugo Carabelli
- Lorenzo Musetti → nahradil jej  Jaime Faria
- Holger Rune → nahradil jej  Román Andrés Burruchaga

## Mužská čtyřhra

### Nasazení
| Stát                          | Hráč            | Stát      | Hráč            | ATP | Nasazení |
| ----------------------------- | --------------- | --------- | --------------- | --- | -------- |
| Argentina                     | Máximo González | Argentina | Andrés Molteni  | 61. | 1.       |
| Uruguay                       | Ariel Behar     | USA       | Robert Galloway | 66. | 2.       |
| Francie                       | Sadio Doumbia   | Francie   | Fabien Reboul   | 66. | 3.       |
| USA                           | Austin Krajicek | USA       | Rajeev Ram      | 71. | 4.       |
| Žebříček ATP k 10. únoru 2025 |                 |           |                 |     |          |

### Jiné formy účasti
Následující páry obdržely divokou kartu do hlavní soutěže:
- Marcelo Demoliner /  Fernando Romboli
- Orlando Luz /  Felipe Meligeni Alves

Následující pár postoupil z kvalifikace:
- Francisco Cabral /  Jean-Julien Rojer

### Odhlášení
před zahájením turnaje
- Sander Gillé /  Jan Zieliński → nahradili je  Roberto Carballés Baena /  Alexandre Müller

## Přehled finále

### Mužská dvouhra
- Sebastián Báez vs.  Alexandre Müller, 6–2, 6–3

### Mužská čtyřhra
- Rafael Matos /  Marcelo Melo vs.  Pedro Martínez /  Jaume Munar, 6–2, 7–5